# Piazza Pretoria

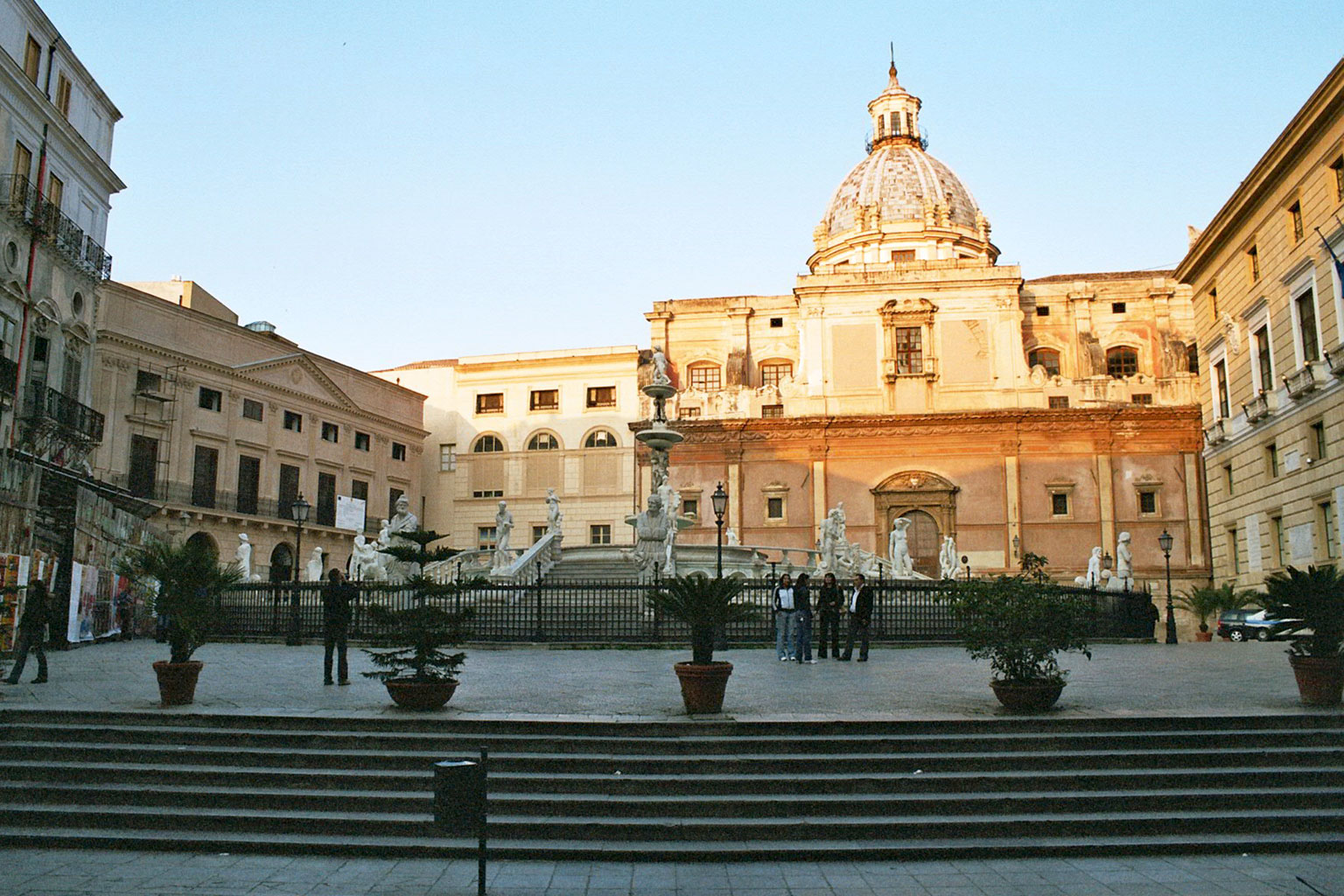
Piazza Pretoria

Die Piazza Pretoria ist ein Platz in Palermo, der Hauptstadt Siziliens. Er liegt im Zentrum der Altstadt etwas südlich der Quattro Canti an der Via Maqueda und erstreckt sich von dieser aus in Richtung Osten. Eine breite Freitreppe führt von dem Platz zur Via Maqueda hinunter. Seinen Namen hat der Platz von dem Palazzo Pretorio dem ehemaligen Gerichtspalast Palermos. 
Die Piazza Pretoria wurde im 16. Jahrhundert angelegt, um dort den manieristischen Brunnen Fontana Pretoria zu errichten. Im Volksmund erhielt die Piazza Pretoria wegen der nackten Statuen dieses Brunnens damals den Namen Piazza della Vergogna (Platz der Schande). Diese Herleitung ist nicht unumstritten. Eine andere Erklärung geht auf den Ursprung der Statuen zurück. Ursprünglich waren sie für den Park eines Schlosses in Florenz gebaut worden. Als die Eigentümer Bankrott gingen, verkauften sie die Statuen an einen Abnehmer in Palermo. Das Ensemble wurde in über 600 Teile zerlegt, verschifft und unter der Aufsicht eines Sohnes des Schöpfers wieder aufgebaut. Die Empörung hierüber, angesichts des Hungers und der allgemeinen Not, äußerten die Palermitaner dadurch, dass sie den Platz Piazza Vergogna tauften.
An der Ostseite der Piazza Pretoria gegenüber der Straße liegt die Dominikanerkirche Santa Caterina, im Süden wird der Platz von dem Palazzo Pretorio, dem Rathaus Palermos, abgeschlossen.